# 小行星2646
小行星2646（2646 Abetti）是一颗绕太阳运转的小行星，为主小行星带小行星。该小行星于1977年3月13日发现。
該小行星以義大利天文學家安東尼奧·阿貝提和焦爾焦·阿貝提命名。

## 轨道参数
小行星2646的轨道半长轴为3.0124479 UA，离心率为0.0983097。
| 前一小行星： 小行星2645 | 小行星列表 | 後一小行星： 小行星2647 |